# Mongol (langue de Chine)
Pour les articles homonymes, voir Mongol (homonymie).
Le mongol intérieur (ᠥᠪᠥᠷ
ᠮᠣᠩᠭᠣᠯ, öbör mongγol, « mongol du Sud » en mongol de Chine), aussi appelé mongol périphérique est la principale langue mongole de la Mongolie-Intérieure, en Chine. On y parle aussi deux autres mongoles, le bouriate et l'oïrate.

## Norme linguistique
La norme écrite de cette langue est basée sur l'un des nombreux dialectes des langues mongoles parlés dans la province, le tchakhar. Elle est différente du mongol en usage en Mongolie, qui, lui est basé sur le dialecte khalkha.

## Écriture
La langue s'écrit avec l'alphabet traditionnel mongol, le mongol bitchig.

## Phonologie
Les tableaux présentent la phonologie du mongol de Chine.

### Voyelles
|         | Antérieure        | Centrale | Postérieure |
| ------- | ----------------- | -------- | ----------- |
| Fermée  | i [i] ɪ [ɪ] ʏ [ʏ] |          | ʊ [ʊ] u [u] |
| Moyenne | e [e] œ [œ]       | ə [ə]    | o [o]       |
| Ouverte | æ [æ]             |          | a [ɑ] ɔ [ɔ] |

### Voyelles longues
Les voyelles longues sont: [iː], [ɪː], [uː], [ʊː], [əː], [oː], [œː], [ɔː],  [ɑː], [æː].

### Consonnes
|               |               | Bilabiale | Dentale  | Latérale | Palatale | Vélaire |
| ------------- | ------------- | --------- | -------- | -------- | -------- | ------- |
| Occlusives    | Sourdes       | b [b̥]     | d [d̥]    |          |          |         |
| Occlusives    | Aspirées      | p [pʰ]    | t [tʰ]   |          |          |         |
| Fricatives    | Fricatives    |           | s [s]    |          | ʃ [ʃ]    | x [x]   |
| Affriquées    | Sourdes       |           | dz [d̥͡z̥]  |          | d͡ʒ [d̥͡ʒ̥]  |         |
| Affriquées    | Aspirée       |           | ts [t͡sʰ] |          | tʃ [t͡ʃʰ] |         |
| Nasales       | Nasales       | m [m]     | n [n]    |          |          | ŋ [ŋ]   |
| Liquides      | Liquides      |           | r [r]    | l [l]    |          |         |
| Semi-voyelles | Semi-voyelles |           |          |          | j [j]    |         |

## Codes de langue des variantes
Il existe différentes variantes dialectales de cette langue, portant le nom des régions où elles sont pratiquées. Le nom du lieu est ici donné, avec le code de langue entre parenthèses ; le code mvf correspond aux langues mongoles périphériques, tel que les langues parlées en Mongolie-Intérieure :
- Shilingol (mvf-shi) (principalement dans la ligue de Xilin Gol)
- Tumut (mvf-tum)
- Jo-Uda (mvf-jou)
- Tchakhar (mvf-cha)
- Jostu (mvf-jos)
- Ordos (mvf-ord)
- Jirim (mvf-jir)
- Ulaan Chab (mvf-ula)
- Ejine (mvf-eji)

## Dialectes
- mongol intérieur
  - tchakhar
  - khortchin
  - baarin
  - üjümütchin
  - naiman
  - jarut
  - sunid
  - abaga
  - aru khortchin
  - khartchin
  - keshigten
  - ogniut
  - darkhat
  - jalaït